# Etienne de Kemmeter
Etienne Marie Emmanuel de Kemmeter (Gent, 15 februari 1781 - 17 januari 1841 was een Zuid-Nederlands edelman.

## Geschiedenis
- In 1626 verleende keizer Ferdinand II bevestiging van erfelijke adel ten gunste van Hans Kemmeter zu Trüebwein.

## Etienne de Kemmeter
- Etienne de Kemmeter werd directeur en boekhouder van de posterijen bij het leger van de Hanzesteden in Hamburg. Hij was een zoon van Jacques-François de Kemmeter oorlogscommissaris onder de Oostenrijkse Nederlanden en vervolgens directeur van het Sint-Pietershospitaal in Brussel. Hij trouwde in 1809 in Hamburg met Marie-Anne von Buchwald-Fresenburg (1788-1847). Ze hadden drie zoons. In 1826 werd hij ingelijfd in de adel onder het Verenigd Koninkrijk der Nederlanden.
  - Frédéric de Kemmeter (Hamburg, 1810 - Gent, 1890) was hoogleraar en bestuurder-inspecteur aan de Rijksuniversiteit Gent. Hij trouwde met Désirée Hye (1810-1860). Ze hadden zes kinderen, met afstammelingen tot heden.
  - Felix de Kemmeter (1810-1866), trouwde in 1834 met Emilie de Meurs (1810-1861) en was ontvanger bij de posterijen. Het echtpaar had vijf kinderen, met weinig nakomelingen. 
    - Charles de Kemmeter (1835-1910) trouwde met Emilie Dechamps (1831-1922).
      - Charles de Kemmeter (1861-1904) was een bekend genieofficier in dienst van Kongo-Vrijstaat.
      - Paul de Kemmeter (1862-1933) trouwde met Marie Lambert (1864-1943). Hun zoon Jean de Kemmeter (1895-1966) was de laatste mannelijke naamdrager van deze familietak.

  - Thibaut de Kemmeter (1816-1886) trouwde met Marie-Louise Drouard (1813-1897). Het echtpaar had tien kinderen, van wie de meesten naar Argentinië uitweken en de Argentijnse nationaliteit verwierven.